# Greatest Hits, Live & More
Greatest Hits, Live & More är ett live- och studioalbum av den svenska popgruppen Idolerna, utgivet 2001 på Annie Records.
Albumet innehåller två studioinspelade låtar: singeln "Sommar" och balladen "Söderut". Resterande låtar är liveinspelningar, bearbetade i studio av Micke Littwold. Låtar från Idolernas repertoar blandas med låtar av Hep Stars, Shanes, Tages, Fabulous Four och Lalla Hansson. Liveinspelningarna gjordes med ett band bestående av Hasse Olsson), Billy Bremner, Pelle Alsing, Håkan Almqvist och Littwold. Svenne Hedlund, Lennart Grahn, Tommy Blom och Hansson medverkar på sång.

## Låtlista
1. "Sommar" (Micke Littwold, Håkan Almqvist)
2. "Nu leker livet" (Littwold, Almqvist)
3. "Miss McBaren" (Tommy Blom, Göran Lagerberg, Anders Töpel, Danne Larsson, Tommy Tausis)
4. "Can I Trust You" (Memo Remigi, Paul Vance, Eddie Snyder)
5. "Sunny Girl" (Benny Andersson)
6. "Puff the Magic Dragon" (Peter Yarrow, Leonard Lipton)
7. "Samma gamla längtan" (Littwold, Peter Lindroth)
8. "Wedding" (Andersson, Svenne Hedlund)
9. "Cara Mia" (Tulio Trapani, Lee Lange)
10. "Sleep Little Girl" (Blom)
11. "Dagny" (Ove Thörnqvist)
12. "Chris Craft no. 9" (Jan Sundqvist)
13. "Every Raindrop Means a Lot" (Blom, Lagerberg, Töpel, Larsson, Lasse Svensson)
14. "Anna och mej" (Kris Kristofferson, Fred Foster, svensk text: Lalla Hansson, Björn Håkanson)
15. "Cadillac" (Michael Brown, Denny Gibson, Graham Johnson, Vince Taylor, Ian Mallet)
16. "Det är inte regnet" (Lasse Tennander, Martin Klaman)
17. "I natt jag drömde" (Ed McCurdy, Cornelis Vreeswijk)
18. "Här kommer kärleken" (Littwold, Almqvist)
19. "När cirklarna är slutna" (Littwold)
20. "Söderut" (Littwold)

## Mottagande
I en krönika i Aftonbladet skrev Michael Nystås: "Ljudet är bra och låtmässigt finns inte heller någonting att klaga på - Lennart Grahn gör en mäktig "Cara Mia", Svenne Hedlund en finstämd "Sunny girl", Tommy Blom en moget oslipad "Sleep little girl" och Lalla Hansson sin stora roadmovieballad "Anna och mej"."